# Ricardo Marques
Ricardo Marques Ribeiro (Minas Gerais, 18 juni 1979) is een Braziliaans voormalig voetbalscheidsrechter. Hij was in dienst van FIFA en CONMEBOL tussen 2009 en 2019. Ook leidde hij van 2007 tot 2021 wedstrijden in de Série A.
Op 30 augustus 2007 leidde Marques zijn eerste wedstrijd in de Braziliaanse hoogste divisie, toen Figueirense met 3–1 te sterk was voor América Natal. Tijdens dit duel trok de scheidsrechter viermaal de gele kaart. Zijn debuut in internationaal verband maakte de Braziliaan tijdens een wedstrijd tussen Guarani en CD Cuenca in de Copa Libertadores; het eindigde in 1–1 en Marques gaf vier gele kaarten. Op 7 februari 2013 leidde hij zijn eerste interland, toen Paraguay met 3–0 won van El Salvador. Tijdens dit duel hield Marques zijn kaarten op zak.

## Interlands
| Datum            | Plaats                 | Wedstrijd              | Uitslag | Competitie           | Kreeg geel | Kreeg voor de tweede keer geel en dus rood | Weggestuurd |
| ---------------- | ---------------------- | ---------------------- | ------- | -------------------- | ---------- | ------------------------------------------ | ----------- |
| 7 februari 2013  | Asuncion, Paraguay     | Paraguay – El Salvador | 3 – 0   | Vriendschappelijk    | 0          | 0                                          | 0           |
| 15 november 2014 | Luque, Paraguay        | Paraguay – Peru        | 2 – 1   | Vriendschappelijk    | 1          | 0                                          | 1           |
| 12 november 2015 | Quito, Ecuador         | Ecuador – Uruguay      | 2 – 1   | WK 2018 kwalificatie | 6          | 0                                          | 0           |
| 7 september 2016 | Santiago, Chili        | Chili – Bolivia        | 3 – 0   | WK 2018 kwalificatie | 4          | 0                                          | 0           |
| 23 maart 2017    | Barranquilla, Colombia | Colombia – Bolivia     | 1 – 0   | WK 2018 kwalificatie | 1          | 0                                          | 0           |
| 6 oktober 2017   | Barranquilla, Colombia | Colombia – Paraguay    | 1 – 2   | WK 2018 kwalificatie | 7          | 0                                          | 0           |
| 11 oktober 2017  | Montevideo, Uruguay    | Uruguay – Bolivia      | 4 – 2   | WK 2018 kwalificatie | 1          | 0                                          | 0           |
| 7 juni 2019      | La Serena, Chili       | Chili – Haïti          | 2 – 1   | Vriendschappelijk    | 3          | 0                                          | 0           |